# John E. Taylor
John E. Taylor, Jr. (* 14. Januar 1924 in Springfield, Hampden County, Massachusetts; † 15. Januar 2019) war ein Generalmajor der United States Air Force. Er war unter anderem Kommandeur der 10. Luftflotte (Tenth Air Force).
Taylors militärische Laufbahn begann im Jahr 1943 in Honington in der englischen Grafschaft Suffolk. Dort war er zur Zeit des Zweiten Weltkriegs Bomberpilot der United States Army Air Forces. Nach dem Krieg diente er in den Luftabteilungen der Indiana National Guard und der Ohio National Guard. Während der Berlin-Blockade, des Koreakriegs und im Vietnamkrieg wurde er als aktiver Pilot eingesetzt. Ende der 1960er Jahre kommandierte er auf der Kunsan Air Base in Südkorea die 127. Taktische Kampfstaffel (127th Tactical Figher Squadron), bei der es sich ebenfalls um eine Einheit der Nationalgarde handelte, die damals in Südkorea eingesetzt war.
Anschließend trat er der Reserve der United States Air Force bei. In der Folge diente er in unterschiedlichen Funktionen und an unterschiedlichen Standorten bei Reserveeinheiten, bei denen er immer wieder zum aktiven Dienst unter anderem im Rahmen von Reserveübungen einberufen wurde. Dazwischen war er privat beruflich tätig. Auf der Tinker Air Force Base in Oklahoma kommandierte er ab 1969 die 507. Taktische Kampfgruppe (507th Tactical Figher Group). Im Januar 1973 erhielt er das Kommando über das 301. Kampfgeschwader (301st Fighter Wing), das auf der Carswell Air Force Base in Texas ansässig war und der 10. Luftflotte unterstand. Am 15. Mai 1978 erhielt er auf der Bergstrom Air Force Base ebenfalls in Texas als Nachfolger von Roy M. Marshall das Kommando über diese Luftflotte. Dieses Amt bekleidete er bis zum 1. Mai 1984, als er von James C. Wahleithner abgelöst wurde. Anschließend schied er aus dem Militärdienst aus.

## Orden und Auszeichnungen
John Taylor erhielt im Lauf seiner militärischen Laufbahn unter anderem folgende Auszeichnungen:
- Air Force Distinguished Service Medal
- Silver Star
- Legion of Merit
- Bronze Star Medal
- Distinguished Flying Cross
- Air Medal
- Air Force Commendation Medal
- American Campaign Medal
- Army of Occupation Medal
- Korean Service Medal
- National Defense Service Medal
- Purple Heart
- World War II Victory Medal
- Air Force Longevity Service Award
- European-African-Middle Eastern Campaign Medal